# Valašské království
Valašské království (ve valašském nářečí Valaské královstvje) je recesistické království v jihovýchodní části České republiky a projekt na rozvoj a propagaci regionu Beskydy – Valašsko. Ve své vlastní prezentaci a komunikaci používá VALAŠSKÉ KRÁLOVSTVÍ pro své zvýraznění vždy velká písmena.

## Historie
Historie Valašského království (v nářečí Valaského královstvjá) sahá do roku 1993, kdy se jeho autor a zakladatel Tomáš Harabiš stal na Novém Zélandu občanem fiktivního státního útvaru "Independent Territory of the West Coast" a rozhodl se vytvořit podobný fantazijní státní útvar na území Valašska a Beskyd v jihovýchodní částí České republiky. V roce 1995 Tomáš Harabiš při svém pobytu ve Skotsku dostal od svého přítele pas „Auld Scotia“. V letech 1996 a 1997, kdy žil a cestoval po Kanadě a Aljašce tak se na Yukonu zabýval projektem na rozvoj místního cestovního ruchu "Yukon Gold Explorer Passport". V dubnu 1997 po svém návratu do České republiky spolu se svým přítelem a společníkem Pavlem Kosíkem dal své myšlence již konkrétní podobu a ve spolupráci s panem docentem PhDr. Jaroslavem Štikou, CSc., ředitelem Valašského muzea v přírodě v Rožnově p. Radhoštěm, definoval území, vytvořil první mapu Valašského království, sestavil první "Listinu práv a svobód", oslovil osobnosti Valašska – Jiřího Rašku, Karla Lopraise, Boleslava Polívku, Jarmilu Šulákovou a další, vydal první pasy Valašského království psané v nářečí a zformuloval projekt fantazijního Valašského království, jehož smyslem byla dlouhodobá propagace regionu Beskydy a Valašsko zejména v oblasti kultury a cestovního ruchu.

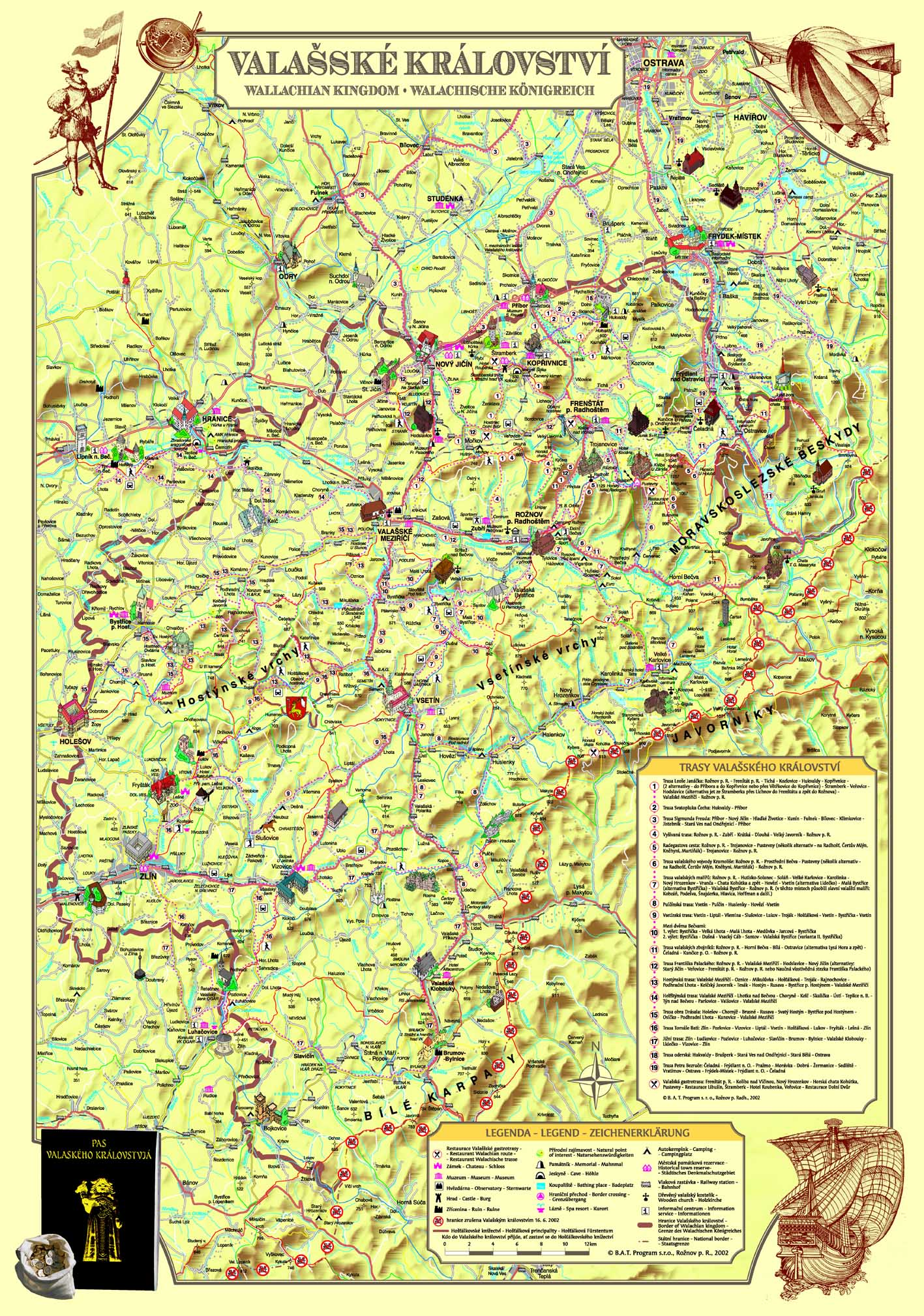
Mapa Valašského království z roku 2005

### Král Valašského království Boleslav I.
V květnu 1997 správce a Ministr zahraničních věcí Valašského království Tomáš Harabiš nabídl roli Krále Valašského království známému herci a komikovi Boleslavu Polívkovi, který se k Valašsku často hlásil ve svých humorných scénkách v Manéži Bolka Polívky i v České televizi. Boleslav Polívka tuto roli přijal a začal jako Král Valašského království vystupovat v médiích i na veřejnosti. Různé představy o podobě fungování Valašského království a finančních podmínkách spolupráce však postupně vedly k neshodám, které vyvrcholily sepsáním Královské buly valašské a 4. března 2001 sesazením Krále Boleslava I. z trůnu.
Boleslav Polívka za to Valašské království zažaloval a u soudu tvrdil, že svým názvem a ochrannou známkou VALASKÉ KRÁLOVSTVJÉ, číslo zápisu 223931, kterou Tomáš Harabiš podal 5. listopadu 1998, zasahuje do jeho autorských práv a jeho aktivity jsou nedovoleným soutěžním jednáním. Všechny soudy však prohrál a jeho žaloby byly zamítnuty.
Boleslav Polívka se poté snažil role Krále Valašského království zmocnit přes přihlášení ochranných známek Valašský král Boleslav I. a Valašský král Boleslav I. Dobrotivý, zvolený na furt. Zápis obou jeho ochranných známek však Úřad průmyslového vlastnictví zamítl v celém rozsahu.
Valašské království se od sesazení z trůnu v březnu 2001 od osoby a aktivit Boleslava Polívky opakovaně distancuje a nemá s ním i přes jeho pokračující mediální vystupování jako valašského krále již od té doby vůbec nic společného. Farma Bolka Polívky s.r.o. s kterou Boleslav Polívka podnikal, v roce 2013 zkrachovala a zanechala po sobě dluhy ve výši 56 milionu korun a Polívkovi hrozilo vyhlášení osobního bankrotu.

### Královna matka Valašského království Jarmila I. Šuláková
Po ukončení spolupráce s Boleslavem Polívkou 4. března 2001 se Valašské království v létě 2001 dohodlo na dlouhodobé spolupráci s valašskou lidovou a rockovou zpěvačkou Jarmilou Šulákovou, kterou muzikanti valašské kapely Fleret vyhlásili Valašskou královnou matkou Jarmilou I. Šulákovou na jednom ze svých koncertů. Královna matka Jarmila I. Šuláková reprezentovala Valašské království na mnoha událostech a akcích. Zemřela 11. února 2017.

### Král Valašského království Vladimír II.
Po sesazení krále Boleslava I. 4. března 2001 zůstal post krále volný až do 9.8.2008 kdy se králem Valašského království Vladimírem II. stal Vladimír Zháněl, který se svou družinou zvítězil v recesním rytířském klání "O stolicu Valaského královstvja a půlky princezny", které proběhlo 8. – 9. srpna 2008 na náměstí ve Frenštátě p. R. v rámci 7. ročníku festivalu FÓRum – Valachyjáda.

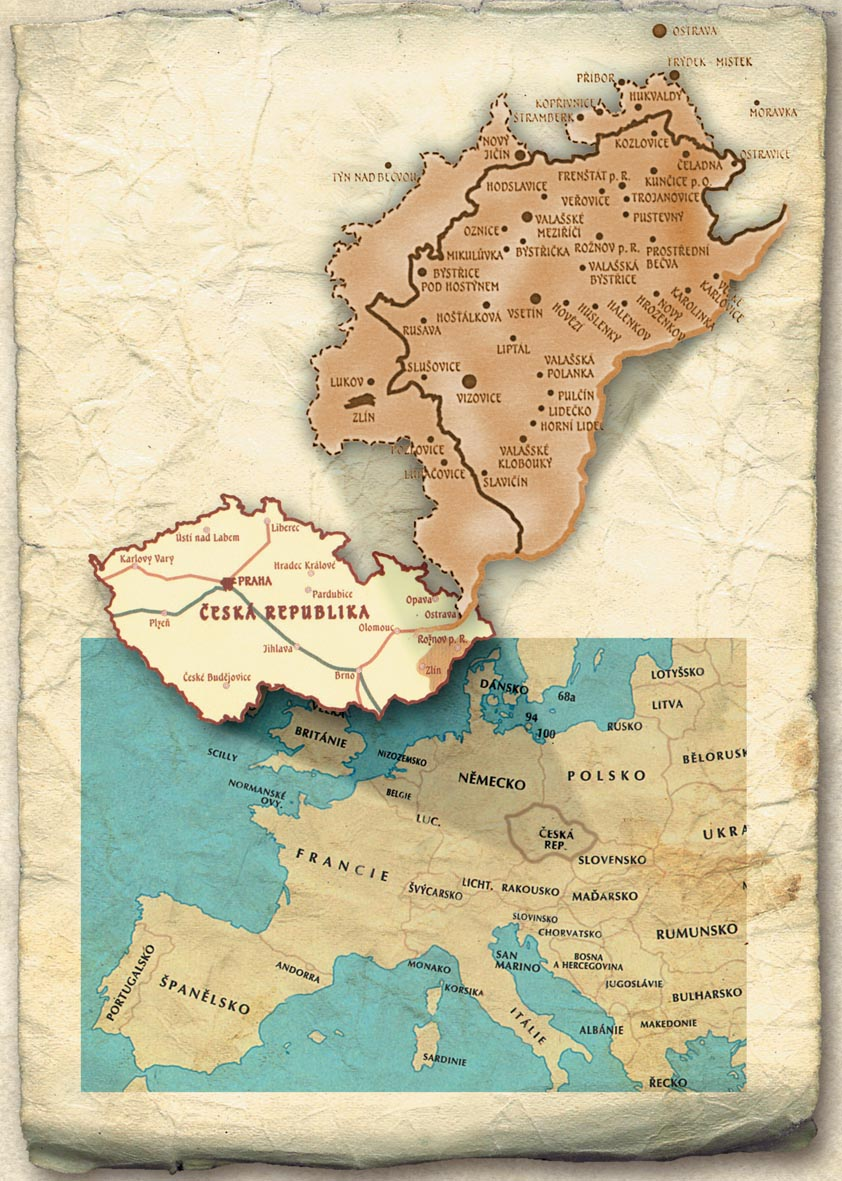
Mapa Valašského království v Evropě

## Symboly

### Vlajka
Jednotlivé barvy znázorňují valašské louky a lesy (zelená), pasoucí se ovečky (bílá), oblohu i švestky, které jsou valašským národním symbolem (modrá) a slunce i švestková dužnina (žlutá). Valašský klobouk a zkřížené valašky v erbu jsou součástí valašských zvyků, tanců i kroje. Korunka na původním návrhu nebyla, dodělávala se v roce 2005 a symbolizuje království. Autorem návrhu praporu Valašského království je Tomáš Harabiš.

### Znak
Valašský klobouk a zkřížené valašky ve znaku jsou součástí valašských zvyků, tanců i kroje. Korunka byla do znaku doplněna v roce 2005 a symbolizuje království Autorem znaku je Tomáš Harabiš.

## Území
Valašské království se rozkládá v severovýchodní části České republiky a téměř kopíruje mapu etnografického regionu Moravské Valašsko ve 20. století vytvořenou podle vědomí sounáležitosti jeho obyvatel i obyvatel sousedních oblastí. Geografický územní rozsah Valašského království není možné vymezit jednoznačně, protože se v čase měnil a stále mění. Existují různá hlediska, podle nichž se Valašské království vymezuje – etnograficky, architektonicky, tradičně, dle typu krajiny, dle kroje, dle nářečí, z hlediska spádovosti a cestovního ruchu apod. Dříve hrálo hlavní roli hospodářství. Srdce Valašského království – Valašsko bylo tam, kde se provozovalo karpatské salašnictví. Později, kdy salašnictví upadalo, se region vymezoval podle kroje a nářečí. Dnes hraje hlavní roli identita obyvatel – Valašské království je tam, kde se lidé považují za jeho občany.
V pase Valašského království se doslova píše: "Království Valachú najdéte na severní a východní Moravě. Stačí vystúpiť na památnú horu Radhošť a uvidíte ho celé. Na slunka východě hraničí se Slovenskem; stačí sa edem přejíť chodníkom po hřebeni Javorníků a Bílých Karpat, to je hranica. Na severu súsedí Valašsko s Lachy a s jejich městy Frýdek a Místek a též s Novým Jičínem, Příborem. Tam, kde zapadá slunko, sa hory nížá; za Hostýnem už přechoďá k bohatému súsedovi, na Hanú. Ešče věcéj na jih, při Zlíně, Vizovicách a miškářských dědinách kolem Slavičína sú súsedy Valachů moravští Slováci a Luhačovské Zálesí. K nájvětšímu majetku Valachů patřá jejich zvyky, mudrosloví, pěsničky a tance a ta nájlepší slivovica. Tož tak!"
Kromě exaktního geografického určení území používá Valašské království k definování svého území i vtip, humor a nadsázku "Území Valaského královstvjá furt expanduje. Jeho okamžitá velikost je dána „Harabišovou teorií valachoprostoru“, kerá je charakterizována rovnicou PWK=PVW2 x PW (PWK – plocha Valaského královstvjá, P – pí, VW2 – výška Valacha se vztyčenú rukú na druhou, PW – počet Valachú). Každý ať je kdekoliv, má furt svojú pevnú púdu pod nohami. Jádro Valaského královstvjá šak tvoří region Valašsko na Severní Moravě v České republice."

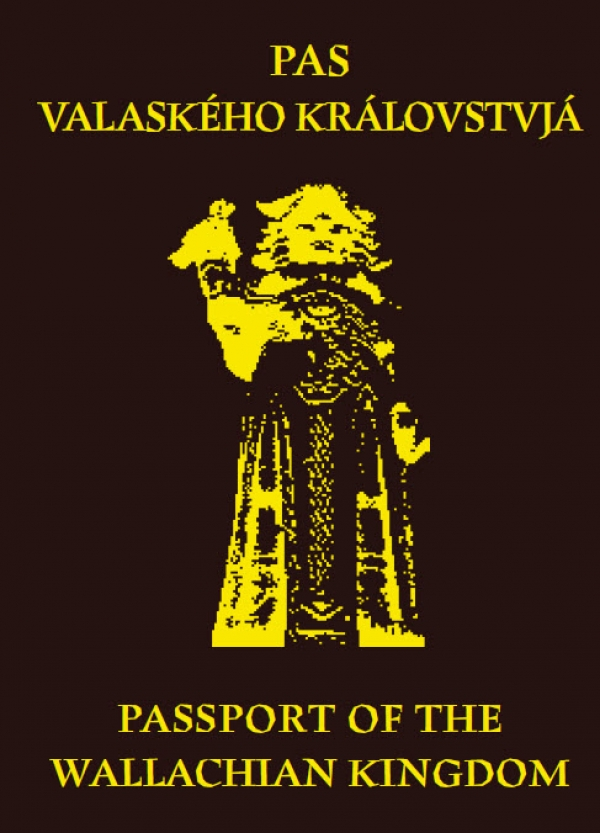
Pas Valašského království – Passport of The Wallachian Kingdom. Poprvé byl pas vydán v červnu 1997. V roce 2020 bylo vydáno a prodáno téměř 90 000 kusů.

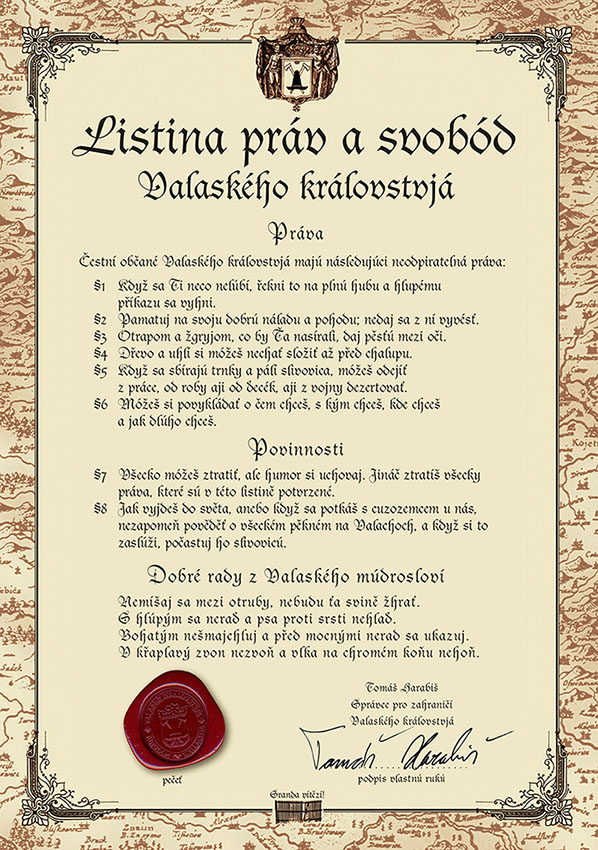
Listina práv a svobod Valašského království vznikla na jaře v roce 1997 a jejím autorem je Tomáš Harabiš. Práva, povinnosti a dobré rady v listině uvedené pochází z valašské lidové moudrosti a tvořivosti.

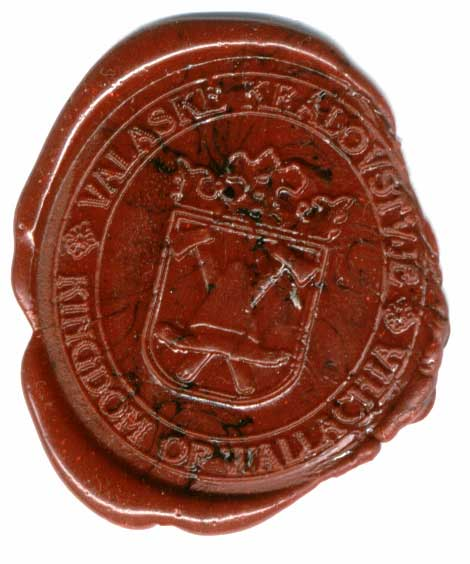
Pečeť Valašského království používaná na pečetění listin

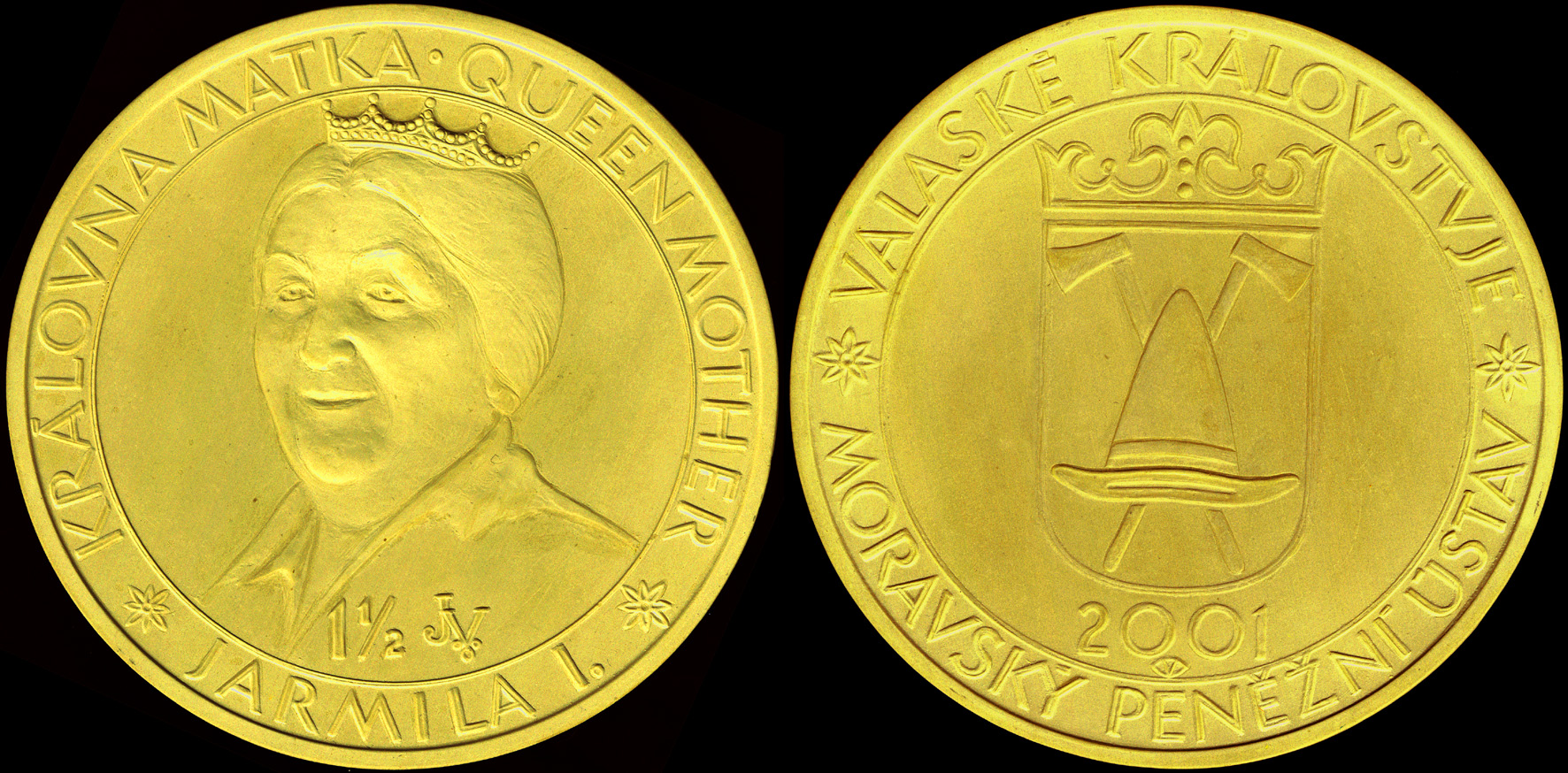
Mince Jurovalšár s motivem Královny matky Valašského království Jarmila I. Šulákové

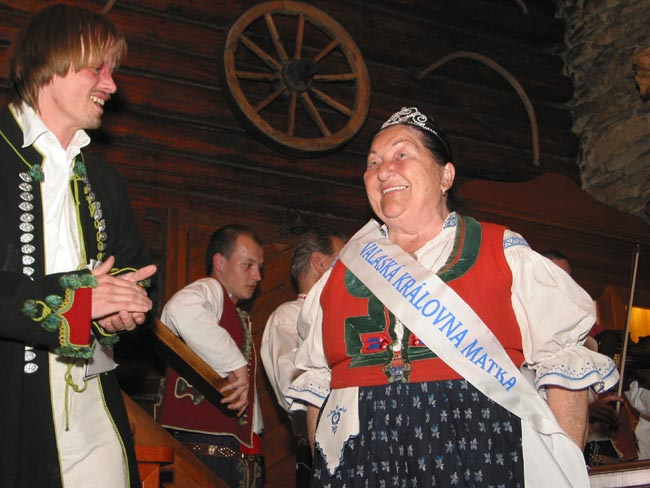
Královna matka Valašského království Jarmila I. Šuláková v roce 2005 se zakladatelem Valašského království Tomášem Harabišem

## Obyvatelstvo Valašského království
Již v roce 1997 byly vybrány významné osobnosti a lidé z celého světa, kteří něco vykonali, nebo by mohli vykonat pro Valašské království, kterým bylo nabídnuto "občanství", místo "u dvora", diplomatické funkce – konzul, vyslanec, velvyslanec, titul Rytíř Valašského království a další tituly a vyznamenání. Občany Valašského království se tak stali například nejlepší fotbalista světa Pelé, prezident Václav Havel, významný slovenský režisér Juraj Jakubisko, olympionici Jiří Raška, Dana Zátopková, Martina Sáblíková, několikanásobný vítěz rallye Paříž – Dakar Karel Loprais, "maoravák – moravský Maor" Frank Tomas Grapl a mnoho dalších.
"K Valaskému královstvju sa hlásí ludé z celého světa, navzdory různým jazykům a kulturám. Humor a recese funguje bez rozdílů barvy pleti aj náboženského cítění. Našimi občany sú například papuánští domorodci, Indové, Polynésané, Novozelanďani, Skotové a další národnosti. Každý sa može stáť Valachem. Podle sčítání lidu v prosinci 2020 mělo Valašské království 89 984 živých či mrtvých občanů ( úmrtí neevidujeme bo to je jen začátek další formy života, tzv. života geologického...)"